# 高黎贡舌唇兰
高黎贡舌唇兰（学名：Platanthera herminioides），为兰科舌唇兰属下的一个植物种。